# Стана Савић
Стана Савић (Пале, 19. април 1935 — Пале, 18. март 2025) била је српска педијатрица са дугогодишњом каријером у примарној здравственој заштити д‌јеце у Босни и Херцеговини. Током свог професионалног вијека, радила је у Сарајеву и на Палама, гд‌је је оставила значајан допринос здравственом систему, посебно у области педијатрије.

## Биографија
Дипломирала на Медицинском факултету у Сарајеву. Била је међу најуспјешнијим студентима своје генерације, што јој је омогућило да настави специјализацију из педијатрије. Након завршетка студија, др Савић је започела рад у Дому здравља "Омер Маслић" у Сарајеву, а касније је прешла у Дом здравља "Кумровец", највећу установу примарне здравствене заштите у Сарајеву. Њена професионална посвећеност донијела јој је признање колега и пацијената, а током година стекла је и титулу примаријуса. До раних 1990-их, била је један од водећих педијатара у Сарајеву. Избијањем рата у Босни и Херцеговини 1992. године, прелази на Пале, гд‌је је наставила рад у Дому здравља "Пале" и ратној болници "Коран". У изузетно тешким условима, пружала је медицинску његу д‌јеци и новорођенчади. Њена улога у ратним годинама била је значајна за здравствену заштиту дјеце на подручју Пала. Након рата је наставила рад у Дому здравља "Пале", гд‌је је дуги низ година била једини специјалиста педијатар. Због доприноса здравству, 2010. године јој је додијељено признање Скупштине општине Пале. Иако је формално пензионисана, наставила је да прима пацијенте у свом дому све до позне старости. Свог посљедњег пацијента прегледала је 8. марта 2025, само десет дана прије него што је преминула, остајући до самог краја посвећена својим пацијентима и љекарској професији. Преминула је 18. марта 2025. Сахрањена је 19. марта на градском гробљу "Баре" у Палама.